# Bud Jamison
William Edward Jamison, detto Bud (Vallejo, 15 febbraio 1894 – Hollywood, 30 settembre 1944), è stato un attore statunitense.

## Filmografia parziale
- Le notti bianche di Charlot (A Night Out), regia di Charlie Chaplin (1915)
- His Regeneration, regia di Gilbert M. Anderson (1915)
- Charlot boxeur (The Champion), regia di Charlie Chaplin (1915)
- Charlot nel parco (In the Park), regia di Charlie Chaplin (1915)
- Charlot prende moglie (A Jitney Elopement), regia di Charlie Chaplin (1915)
- Charlot vagabondo (The Tramp), regia di Charlie Chaplin (1915)
- Charlot alla spiaggia (By the Sea), regia di Charlie Chaplin (1915)
- Charlot marinaio (Shanghaied), regia di Charlie Chaplin (1915)
- Tale of a Tire (1915)
- Luke Pipes the Pippins, regia di Hal Roach (1916)
- Luke's Double, regia di Hal Roach (1916)
- Luke's Late Lunchers, regia di Hal Roach (1916)
- Charlot ladro (Police), regia di Charlie Chaplin (1916)
- Luke Laughs Last, regia di Hal Roach (1916)
- Luke's Fatal Flivver, regia di Hal Roach (1916)
- Luke's Society Mixup, regia di Hal Roach (1916)
- Luke, Crystal Gazer, regia di Hal Roach (1916)
- Luke's Lost Lamb, regia di Hal Roach (1916)
- Luke Does the Midway, regia di Hal Roach (1916)
- Luke Joins the Navy, regia di Hal Roach (1916)
- Luke and the Mermaids, regia di Hal Roach (1916)
- Luke's Speedy Club Life, regia di Hal Roach (1916)
- Luke and the Bang-Tails, regia di Hal Roach (1916)
- Luke, the Chauffeur, regia di Hal Roach (1916)
- Luke's Preparedness Preparations, regia di Hal Roach (1916)
- Luke, the Gladiator, regia di Hal Roach (1916)
- Luke, Patient Provider, regia di Hal Roach (1916)
- Luke's Newsie Knockout, regia di Hal Roach (1916)
- Luke's Movie Muddle, regia di Hal Roach (1916)
- Luke, Rank Impersonator, regia di Hal Roach (1916)
- Carmen (Burlesque on Carmen), regia di Charlie Chaplin (1916)
- Luke's Fireworks Fizzle, regia di Hal Roach (1916)
- Luke Locates the Loot, regia di Hal Roach (1916)
- Luke's Shattered Sleep, regia di Hal Roach (1916)
- Luke's Lost Liberty, regia di Hal Roach - cortometraggio (1917)
- Luke's Busy Day, regia di Hal Roach - cortometraggio (1917)
- Luke's Trolley Troubles, regia di Hal Roach (1917)
- Lonesome Luke, Lawyer, regia di Hal Roach (1917)
- Luke Wins Ye Ladye Faire, regia di Hal Roach (1917)
- Lonesome Luke's Lively Life, regia di Hal Roach (1917)
- Lonesome Luke on Tin Can Alley, regia di Hal Roach (1917)
- Lonesome Luke's Honeymoon, regia di Hal Roach (1917)
- Lonesome Luke, Plumber, regia di Hal Roach (1917)
- Stop! Luke! Listen!, regia di Hal Roach (1917)
- Lonesome Luke, Messenger, regia di Hal Roach (1917)
- Lonesome Luke, Mechanic, regia di Hal Roach (1917)
- Lonesome Luke's Wild Women, regia di Hal Roach (1917)
- Over the Fence, regia di Harold Lloyd e J. Farrell MacDonald (1917)
- Lonesome Luke Loses Patients, regia di Hal Roach (1917)
- Pinched, regia di Harold Lloyd e Gilbert Pratt (1917)
- Birds of a Feather, regia di Hal Roach (1917)
- From Laramie to London, regia di Hal Roach (1917)
- Love, Laughs and Lather, regia di Hal Roach (1917)
- Clubs Are Trump, regia di Hal Roach (1917)
- We Never Sleep, regia di Hal Roach (1917)
- Move On, regia di Billy Gilbert e Gilbert Pratt (1917)
- Bashful, regia di Alfred J. Goulding - cortometraggio (1917)
- Step Lively, regia di Alfred J. Goulding (1917)
- Charlot nei guai (Triple Trouble), regia di Charlie Chaplin e Leo White (1918)
- No Place Like Jail, regia di Frank Terry (1918)
- Just Rambling Along, regia di Hal Roach (1918)
- Here Come the Girls, regia di Fred Hibbard (1918)
- It's a Wild Life, regia di Gilbert Pratt (1918)
- The Non-Stop Kid, regia di Gilbert Pratt (1918)
- Two-Gun Gussie, regia di Alfred J. Goulding (1918)
- Kicking the Germ Out of Germany, regia di Alfred J. Goulding (1918)
- Two Scrambled, regia di Gilbert Pratt (1918)
- Bees in His Bonnet, regia di Gilbert Pratt (1918)
- Swing Your Partners, regia di Alfred J. Goulding (1918)
- Why Pick on Me?, regia di Hal Roach (1918)
- Nothing But Trouble, regia di Hal Roach (1918)
- Back to the Woods, regia di Hal Roach (1918)
- Hear 'Em Rave, regia di Gilbert Pratt (1918)
- Take a Chance, regia di Alfred J. Goulding (1918)
- She Loves Me Not, regia di Hal Roach (1918)
- Do You Love Your Wife?, regia di Hal Roach (1919)
- Wanted - $5,000, regia di Gilbert Pratt (1919)
- Going! Going! Gone!, regia di Gilbert Pratt (1919)
- Hustling for Health, regia di Frank Terry (1919)
- Ask Father, regia di, non accreditato, Hal Roach (1919)
- On the Fire, regia di Hal Roach (1919)
- Hoot Mon!, regia di Hal Roach (1919)
- I'm on My Way - cortometraggio (1919)
- Look Out Below, regia di Hal Roach (1919)
- The Dutiful Dub, regia di Alfred J. Goulding (1919)
- Young Mr. Jazz, regia di Hal Roach (1919)
- Ring Up the Curtain, regia di Alfred J. Goulding (1919)
- Pistols for Breakfast, regia di Alfred J. Goulding (1919)
- Off the Trolley, regia di Alfred J. Goulding (1919)
- Spring Fever, regia di Hal Roach (1919)
- A Jazzed Honeymoon, regia di Hal Roach (1919)
- Count Your Change, regia di Alfred J. Goulding (1919)
- Chop Suey & Co., regia di Hal Roach (1919)
- Heap Big Chief, regia di Alfred J. Goulding (1919)
- Don't Shove, regia di Alfred J. Goulding (1919)
- Be My Wife, regia di Hal Roach (1919)
- Laughing Gas, regia di Tom Buckingham (1920)
- Arizona Express, regia di Tom Buckingham (1924)
- L'Inferno (Dante's Inferno), regia di Henry Otto (1924)
- Le sue ultime mutandine (Long Pants), regia di Frank Capra (1927)
- Onore di fantino (Sweepstakes), regia di Albert Rogell (1931)
- Wonder Bar, regia di Lloyd Bacon e Busby Berkeley (1934)
- Tutta la città ne parla (The Whole Town's Talking), regia di John Ford (1935)
- Sulla strada sbagliata (On the Wrong Trek), regia di Charley Chase e Harold Law (1936)
- Ambizione (Come and Get It), regia di William Wyler e Howard Hawks (1936)
- Il vendicatore (I Am the Law), regia di Alexander Hall (1938)
- L'assassino è in casa (Slightly Honorable), regia di Tay Garnett (1940)
- Un sacco d'oro (Pot o' Gold), regia di George Marshall (1941)
- La taverna dell'allegria (Holyday Inn), regia di Mark Sandrich (1942)
- Avvenne domani (It Happened Tomorrow), regia di René Clair (1944)
- Le tre donne di Casanova (Casanova Brown), regia di Sam Wood (1944)
- La signora Parkington (Mrs. Parkington), regia di Tay Garnett (1944)
- Sperduti nell'harem (Lost in a Harem), regia di Charles Reisner (1944)
- La barriera d'oro (Nob Hill), regia di Henry Hathaway (1945)